# حصاد الأعضاء
حصاد الأعضاء أو جمع الأعضاء (بالإنجليزية: Organ harvesting)‏ أو الحُصُول على الأعضاء (بالإنجليزية: Organ procurement)‏ هو إجراء جراحي يتم فيه إزالة الأعضاء والأنسجة لإعادة استخدامها، مثلاً يتم إعادة استخدامها في زراعة الأعضاء. هُناك الكثير من الجَدل والنقاش الأخلاقي المُنظم حول هذا الموضوع، ولكنَّ هذا الإجراء أصبح مقبولاً طبياً إلى حدٍ كبير.

## الإجراءات
الخُطوة الأولى في عملية حصاد الأعضاء هيَ التحقق من الحالة الصحية للأعضاء. إذا كان المصدر بشرياً فإنَّ مُعظم الدول تطلب أنَّ يكون ميتاً من الناحية القانونية الخاصة بزراعة الأعضاء (مثل أن يكون القلب أو الدماغ ميتاً) أو أن يكون شخص صحيح بالغ يتطوع للتبرع ببعض أعضائه. من غير المُمكن حصاد الأعضاء بعد توقف القلب عن النبض لفترةٍ طويلة، لذلك يُفضل أن يكون المانح ميتاً دماغياً، ولكن نِسبة قليلة من المانحين تكون متوفية دماغياً فقط، لذلك فإنَّ أغلب مصادر الأعضاء البشرية تكون بعد الموت القَلبي.
يتضمن التَبرع بعد موت القَلب بأنَّ يقوم الجراحون بأخذ الأعضاء في غضون دقائق من توقف التنفس وغيرها من داعمات حياة المرضة الذين لا يزال لديهم على الأقل بعض النشاط الدماغي. كان «موت القَلب» المعيار الخاص بالمتبرعين قبل أن يُصبح المعيار هوَ «موت الدماغ» في أوائل عقد 1970، لذلك ومنذُ ذلك الحين مُعظم المُتبرعين ميتين دماغياً.
إذا تم الحُصول على الموافقة لإجراء الحصاد للمصدر، فإنَّ الخطوة التالية تكون عبارة عن إجراء تطابق بين المصدر (المانح) وَالهدف (المُتلقي) بهدف الحد من ردود الفعل التحسسية. في الولايات المتحدة يتم تنسيق المُطابقة بين المانح والمُتلقي عبر مجموعات مِثل الشبكة المتحدة لمشاركة الأعضاء.
من الضروري التَنسيق بين الفرق العاملة في أقسام أجهزة الجسم المُختلفة في حالات حصاد الأعضاء المُتعددة (أي الحُصول على عدد من الأعضاء المُختلفة)، كما أنهُ تم تطوير نموذج حصاد الأعضاء المُتعددة من الخنازير المذبوحة بهدف تقليل استعمال الحيوانات المِخبرية.
بعد ذلك يتم التأكد من جَودة وخصائص العُضو. في حال توقف القلب عن النَبض لفترةٍ طويلة جداً فإنَّ الأعضاء تُصبح غير قابلة للاستخدام، وبالتالي لا يمكن استخدامها في زراعة الأعضاء.
غالباً بَعد حصاد الأعضاء يتم نقلها بشكلٍ سريع إلى المُتلقي لزرعها بشكلٍ طارئ أو يتم الحفاظ عليها لاستخدامها لاحقاً أو بهدف الدراسة.

## القضايا الأخلاقية
يوجد نقاشات أخلاقية واسعة حولَ إجراء حصاد الأعضاء باعتباره جُزء من زراعة الأعضاء، ولكن تَقل هذه النقاشات عندما يكون الأمر تبرعاً بين الأقارب أو تبادل بين الزوجين أو تبرع بالإيثار، وفي نَفس الوقت قد يُعتبر غير قانوني في الحالات القسرية أو التعويضية مِثل سرقة أو تجارة الأعضاء، كما أنَ النقاش يقل أيضاً عندما يتعلق الموضوع بالتوزيف العادل للأعضاء وحقوق الحيوان وبعض المحظورات الدينية مِثل استعمال بعض الحيوانات كالخنزير.